# JAMMA Video Standard
Pour les articles homonymes, voir JVS.
Cet article concerne la dernière norme de connectique. Pour l'association, voir Japan Amusement Machinery Manufacturers Association. Pour la première norme de connexion JAMMA, voir JAMMA.
JAMMA Video Standard (JAMMA VIDEO規格), plus connu sous le sigle JVS ou également sous le nom de JAMMA 2, est une norme de connexion utilisée pour brancher les systèmes et les bornes d'arcade entre eux, et destinée à remplacer l'ancien standard, le JAMMA.

## Description
Cette norme, lancée sur le marché par l'association JAMMA le 15 novembre 1996,, est lancée pour tenter de remplacer la norme JAMMA originale.
La norme comprend un ensemble de connexions pour les périphériques et de protocoles de communication. Ainsi, elle spécifie l'utilisation d'entrées et sorties séparées pour les périphériques. Le JVS permet de brancher des périphériques modernes par le biais de connectiques plus récentes que le JAMMA et son peigne. Le JVS utilise un connecteur VGA pour la vidéo, deux connecteurs RCA pour le son, un connecteur USB pour les contrôles et également deux connecteurs dans un format propriétaire pour brancher l'alimentation.
L'utilisation d'une carte d'entrées/sorties (I/O Board) est nécessaire pour connecter les périphériques de jeux, mais également pour pouvoir adapter cette connectique sur du JAMMA.
La première société à utiliser le JAMMA Video Standard est Sega avec son système d'arcade Naomi. Le JVS est maintenant utilisé sur beaucoup de systèmes d'arcade récents et par différentes entreprises comme Namco et le System 246, Sega avec la Naomi et Naomi 2, le Chihiro et la Triforce ou encore Taito avec le Type X.

## Révisions
1re révision
Elle est commercialisée le 15 novembre 1996,. Les contrôles sont connectés à un port USB de type A sur la carte d'entrées/sorties, tandis qu'un connecteur USB de type B est utilisé sur la carte du périphérique.
2e révision
Elle est commercialisée le 17 juillet 1997.
3e révision
Elle est commercialisée le 31 mai 2000. Sont définis :
- le standard du signal vidéo en deux étapes, la première en vigueur avant l'an 2000 et la seconde à partir de 2000. L'étape 2 introduit des paramètres de synchronisation différents ;
- des délais recommandés pour la synchronisation des signaux ;
- un standard de codes d'entrée ajouté au niveau du protocole. Sont à présent supportés les normes ASCII et Shift-JIS (MIME) et les contrôleurs de type Mah-jong[1].